# Mpwapwa (Newala)
Mpwapwa ist ein Verwaltungsbezirk (englisch Ward) des Distrikts Newala in der tansanischen Region Mtwara.

## Geografie
Mpwapwa liegt im Südosten von Tansania. Der Bezirk grenzt im Norden an Maputi und Kitangari,  im Osten an Muungano, im Südosten an Mchemo, im Süden in einem Punkt an Mdimba Mpelepele und im Westen an Malatu. Bei der Volkszählung 2022 lebten 4312 Menschen in 1374 Haushalten auf einer Fläche von 35 Quadratkilometern.

## Gliederung
Der Bezirk besteht aus drei Gemeinden (Mtaa) mit acht Orten (Kitongoji):
| Songambele - Mnyengachi - Nameno - Lubido | Machenje - Machenje - Kilidu | Mpwapwa - Mpwapwa A - Mpwapwa B - Mpwapwa C |